# Diana-Freischwanzfledermaus

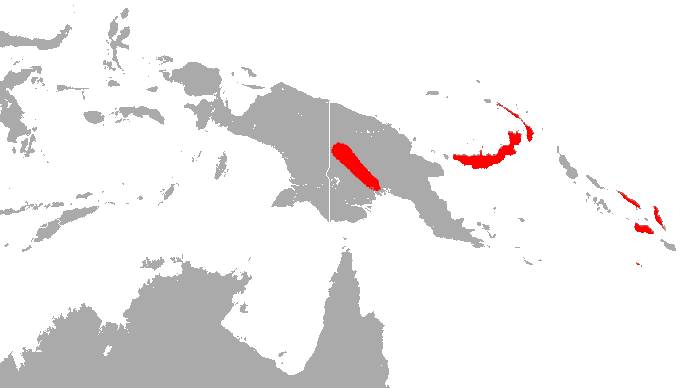
Verbreitungsgebiet der Diana-Freischwanzfledermaus, auch nicht rot gekennzeichnete Gebiete der Salomonen werden bewohnt

Die Diana-Freischwanzfledermaus (Emballonura dianae) ist ein Fledertier in der Familie der Glattnasen-Freischwänze. Sie ist eng mit der Raffray-Freischwanzfledermaus (Emballonura raffrayana) und anderen Gattungsvertretern der Region Australis verwandt.
Die Art ist nach der britischen Ornithologin Diana Mary Bradley benannt, die auf der Insel Rennell das Typusexemplar fand.

## Unterarten und Verbreitung
Es werden drei Unterarten unterschieden.
- Emballonura dianae dianae lebt auf den zentralen und südlichen Salomonen.
- Emballonura dianae fruhstoferi ist in zentralen Bereichen von Papua-Neuguinea verbreitet.
- Emballonura dianae rickwoodi kommt auf dem Bismarck-Archipel und auf den nördlichen Salomonen vor.

## Merkmale
Die Größe entspricht mit einer Kopf-Rumpf-Länge von 48 bis 64 mm, einer Schwanzlänge von 11 bis 16 mm und einem Gewicht von 5 bis 10,5 g etwa den anderen Gattungsvertretern. Auffällig sind 14,5 bis 18 mm lange trichterförmige Ohren. Die Art hat 8 bis 9 mm lange Hinterfüße und 42 bis 48 mm lange Unterarme. Der Tragus im Ohr besitzt eine Kerbe im unteren Teil und eine kleine zweite Spitze weiter oben. Typisch für den Kopf sind dicke Lippen, wobei die obere über die untere reicht. Auf der Oberseite sind die Haare an der Wurzel weiß und im weiteren Verlauf rotbraun. Bei der Unterart E. d. rickwoodi sind die Haare unterseits in der Mitte rotbraun und ansonsten weiß. Eine Population der Unterart hat eine weiße Kehle. Bei der Unterart E. d. fruhstoferi ist das unterseitige Fell wie die Oberseite gefärbt. Wie bei allen Arten der Familie Glattnasen-Freischwänze ist nur ein kleiner Teil des Schwanzes in die Schwanzflughaut eingebettet.

## Lebensweise
Diese Fledermaus lebt im Flach- und Bergland bis 1400 Meter Höhe. Sie bewohnt feuchte Tropenwälder und besucht bei der Nahrungssuche offene Landschaften.
Die nachtaktive Diana-Freischwanzfledermaus ruht am Tage in dämmrigen Bereichen von Kalksteinhöhlen und bildet kleine Gruppen, wobei die Exemplare etwas Abstand halten. Je nach Verbreitung kommen gemischte Kolonien mit der Neuguinea-Freischwanzfledermaus (Emballonura furax), der  Raffray-Freischwanzfledermaus oder der Beccari-Freischwanzfledermaus (Emballonura beccarii) vor. Bei den Rufen zur Echoortung steigt die Frequenz anfangs, wonach sie wieder abnimmt. Die stärkste Intensität wird bei 35 kHz in der zweiten Melodie des Rufes erreicht. Die erste Melodie liegt bei etwa 17 kHz. Die Beute besteht aus Nachtfaltern und anderen Insekten, die in Siedlungen im Umfeld von Laternen gefangen werden. Vermutlich erfolgt die Jagd in Gruppen. Für die Art werden zwei Paarungszeiten vermutet. Weibchen waren im September mit einem Embryo trächtig. Andere Weibchen hatten im Juni aktive Milchdrüsen und fast ausgewachsene Jungtiere sind aus dem Dezember bekannt.

## Gefährdung
Störungen an den Ruheplätzen, die teilweise durch neue Bergbaugebiete entstehen, wirken sich negativ aus. In der Region werden verschiedene Fledermäuse als Wildfleischlieferant gejagt, was möglicherweise auch auf die Diana-Freischwanzfledermaus zutrifft. Die Gesamtpopulation wird als groß eingeschätzt. Die IUCN listet die Art als nicht gefährdet (least concern).